# Groupe d'homotopie
En mathématiques, et plus particulièrement en topologie algébrique, les groupes d'homotopie sont des invariants qui généralisent la notion de groupe fondamental aux dimensions supérieures.

## Définition
Il y a plusieurs définitions équivalentes possibles. 
Première définition
Soit X un espace topologique et {\displaystyle x_{0}} un point de X.
Soit {\displaystyle {\mathcal {B}}^{i}} la boule unité de dimension i de l'espace euclidien {\displaystyle \mathbb {R} ^{i}}. Son bord {\displaystyle \partial {\mathcal {B}}^{i}={\mathcal {S}}^{i-1}} est la sphère unité de dimension {\displaystyle i-1}.
Le i-ième groupe d'homotopie supérieur {\displaystyle \pi _{i}(X,x_{0})} est l'ensemble des classes d'homotopie relative à {\displaystyle {\mathcal {S}}^{i-1}} d'applications continues {\displaystyle f:{\mathcal {B}}^{i}\to X} telle que : {\displaystyle f({\mathcal {S}}^{i-1})=\{x_{0}\}}.
Un élément de {\displaystyle \pi _{i}(X,x_{0})} est donc représenté par une fonction continue de la i-boule vers X, qui envoie la {\displaystyle (i-1)}-sphère vers le point de référence {\displaystyle x_{0}\in X}, la fonction étant définie modulo homotopie relative à {\displaystyle {\mathcal {S}}^{i-1}}.
Deuxième définition
En identifiant le bord de la boule {\displaystyle {\mathcal {B}}^{i}} à un point {\displaystyle s_{0}}, on obtient une sphère {\displaystyle \mathbb {S} ^{i}} et chaque élément de {\displaystyle \pi _{i}(X,x_{0})} se définit par les classes d'homotopie des applications {\displaystyle \mathbb {S} ^{i}\to X} par lesquelles le point base {\displaystyle s_{0}} de la sphère se transforme en {\displaystyle x_{0}}. On peut dire que les éléments du groupe {\displaystyle \pi _{i}(X,x_{0})} sont les composantes connexes de l'espace topologique des applications {\displaystyle \mathbb {S} ^{i}\to X} pour lesquelles on a : {\displaystyle s_{0}\mapsto x_{0}}.

## Produit sur l'ensemble des classes d'homotopie
Pour définir une opération sur les classes d'homotopie, il est utile d'identifier la boule {\displaystyle {\mathcal {B}}^{i}} avec le cube {\displaystyle \mathbb {I} ^{i}=[0,1]^{i}} de dimension i dans ℝi.
La définition du produit est la suivante :
La somme de deux applications du cube {\displaystyle f,g:(\mathbb {I} ^{i},\mathbb {S} ^{i-1})\to (M,x_{0})} est l'application {\displaystyle f+g:(\mathbb {I} ^{i},\mathbb {S} ^{i-1})\to (M,x_{0})} définie par la formule :
{\displaystyle (f+g)(t_{1},t_{2},\ldots ,t_{n})=f(2t_{1},t_{2},\ldots ,t_{n}){\text{ pour }}t_{1}\in \left[0,1/2\right]}
et 
{\displaystyle (f+g)(t_{1},t_{2},\ldots ,t_{n})=g(2t_{1}-1,t_{2},\ldots ,t_{n}){\text{ pour }}t_{1}\in \left[1/2,1\right].}
Lorsque l'on passe aux classes d'homotopie, la loi de composition obtenue est associative, unifère, tout élément admet un inverse et la loi est commutative si i ≥ 2.
On définit donc un groupe commutatif si i ≥ 2 (cf. Argument de Eckmann-Hilton (en)).
On obtient le groupe fondamental si i = 1.

## Propriétés et outils

### Groupes d'homotopie relatifs et suite exacte longue d'homotopie d'un couple
On a une généralisation des groupes d'homotopie.
Soient X un espace topologique, A ⊂ X et x un point de X.
Soient Ir = [0, 1]r et Jr = (∂Ir-1 × I) ∪ (Ir-1 × {1}) = ∂Ir \ int(Ir-1 × {0}).
Le r-ième groupe d'homotopie relatif {\displaystyle \pi _{r}(X,A,x)} est l'ensemble des classes d'homotopie d'applications continues {\displaystyle f:(I^{r},\partial {I^{r}},J^{r})\to (X,A,x)} telles que : {\displaystyle f(I^{r})\subset X}, {\displaystyle f(\partial {I^{r}})\subset A}, {\displaystyle f(J^{r})=x}, avec des homotopies de même forme.
- {\displaystyle \pi _{r}(X,x,x)=\pi _{r}(X,x)} donc les groupes d'homotopie sont des cas particuliers des groupes d'homotopie relatifs.
- De même que pour les groupes d'homotopie, on définit un groupe commutatif si r > 2.
- On a une suite exacte longue :{\displaystyle \cdots \rightarrow \pi _{n}(A,x){\xrightarrow {i_{*}}}\pi _{n}(X,x){\xrightarrow {j_{*}}}\pi _{n}(X,A,x){\xrightarrow {d}}\pi _{n-1}(A,x)\rightarrow \cdots }où i et j sont les inclusions et d provient de la restriction de {\displaystyle (I^{r},\partial {I^{r}},J^{r})} à {\displaystyle I^{r-1}}.

### Suite exacte longue d'homotopie d'une fibration
Soit p : E → B une fibration de fibre F ; si B est connexe par arcs, alors on a une suite exacte longue d'homotopie :
{\displaystyle \cdots \to \pi _{n}(F)\to \pi _{n}(E)\to \pi _{n}(B)\to \pi _{n-1}(F)\to \cdots \to \pi _{1}(F)\to \pi _{1}(E)\to \pi _{1}(B)\to \pi _{0}(F)}.

### Homologie et homotopie: le  théorème d'Hurewicz
Pour un espace topologique X, on a deux familles de groupes associés à X : les groupes d'homotopie (relatifs) notés {\displaystyle \pi _{i}(X,A,x_{0})} et les groupes d'homologie singulière (relatifs) notés {\displaystyle H_{i}(X,A)}. Les groupes d'homologie sont plus faciles à calculer que les groupes d'homotopie, et on s'interroge sur le lien entre ces deux familles de groupes.
On a un morphisme de groupes naturel {\displaystyle h_{n}:\pi _{n}(X,A,*)\to H_{n}(X,A)}.
Si {\displaystyle A\subset X} sont connexes par arcs et si le couple (X, A) est n-1-connexe pour {\displaystyle n\geq 2} alors :
- d'une part le  théorème d'Hurewicz relatif affirme que {\displaystyle H_{i}(X,A)=0} (i<n) et que le morphisme de Hurewicz est un épimorphisme dont le noyau est engendré par les éléments {\displaystyle \omega (\beta )-\beta } avec {\displaystyle \omega \in \pi _{1}(A,*)} et {\displaystyle \beta \in \pi _{n}(X,A,*)=1} ; en particulier, si {\displaystyle \pi _{1}(A,*)=1}, alors {\displaystyle h_{n}} est un isomorphisme ;
- d'autre part le  théorème d'Hurewicz absolu (A=*) affirme que si X est n-1-connexe, {\displaystyle n\geq 2}, on a {\displaystyle H_{i}(X,*)=0} (i<n) et que le morphisme de Hurewicz est un isomorphisme.

Pour n = 1, voir « Théorème d'Hurewicz ».

## Espaces asphériques, espaces d'Eilenberg MacLane et théorie de l'obstruction
Un espace est dit asphérique ou un K(π, 1) si ses groupes d'homotopies sont triviaux sauf son π1.

## Méthodes de calcul
Contrairement au groupe fondamental (i = 1) et aux groupes d'homologie et de cohomologie, il n'y a pas de méthode simple de calcul des groupes d'homotopie dès que i ≥ 2 (il manque un analogue des théorèmes d'excision et de Van-Kampen).

### Cas des groupes de Lie
Le groupe fondamental d'un groupe de Lie, ou plus généralement d'un H-espace, est commutatif et l'action du π1 sur les πi est triviale.